# Tượng đài Nicolaus Copernicus, Toruń

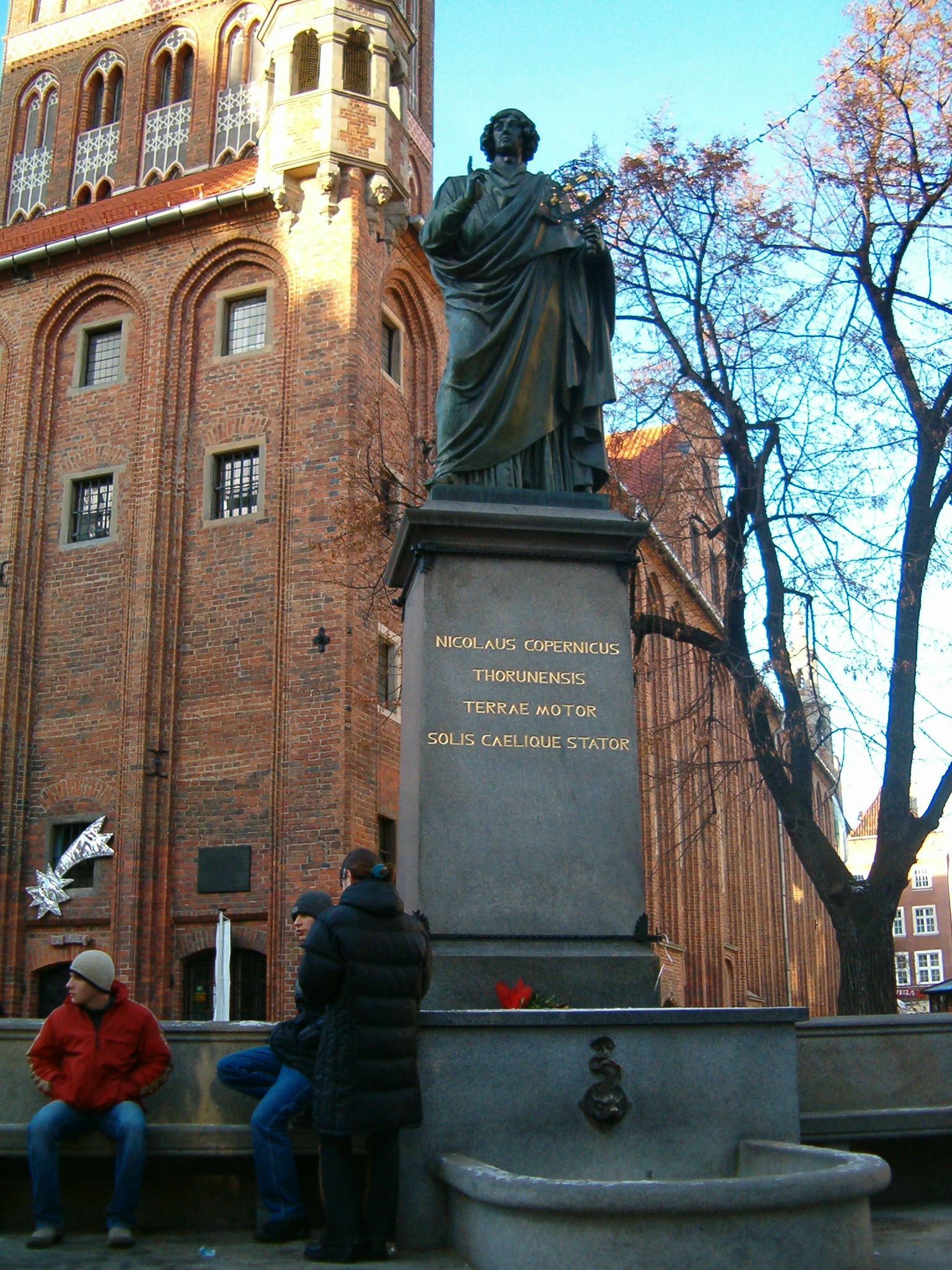
Đài tưởng niệm Copernicus, có ghi: "Nicolaus Copernicus Thorunensis, terrae motor, solis caelique stator"

Tượng đài Nicolaus Copernicus tại Toruń vinh danh nhà thiên văn học Nicolaus Copernicus (1473–1543).  Tượng được xây vào năm 1853 bởi  "ủy ban tượng đài" của cư dân thành phố.

## Kế hoạch ban đầu
Vua Frederick Đại đế của Phổ (1712–1786) đã từng có ý định  xây dựng một tượng đài tại mộ của Copernicus ở Frauenburg (Frombork), nhưng không định vị được ngôi mộ.
Nhà thiên văn học Nicolaus Copernicus (1473–1543) sinh ra và lớn lên ở Thorn (Toruń). Vào cuối thế kỷ 18 thời Ba Lan bị chia cắt, thành phố Thorn chuyển giao cho Phổ. Từ năm 1807 đến năm 1813, thành phố là một phần của Công quốc Warszawa do Frederick Augustus I của Sachsen cai quản. Bhà khoa học và triết học người Ba Lan Stanisław Staszic đề xuất xây dựng tượng. Các giáo sĩ Công giáo La Mã Ba Lan cũng ủng hộ việc dựng tượng đài.
Sau Chiến tranh Napoléon, Thorn đã trở thành một phần của Vương quốc Phổ, và các công dân địa phương của Đức được vận động và tiếp tục tiến hành xây dựng tượng đài. Công trình cuối cùng hoàn thành vào năm 1853.

## Tài trợ và xây dựng

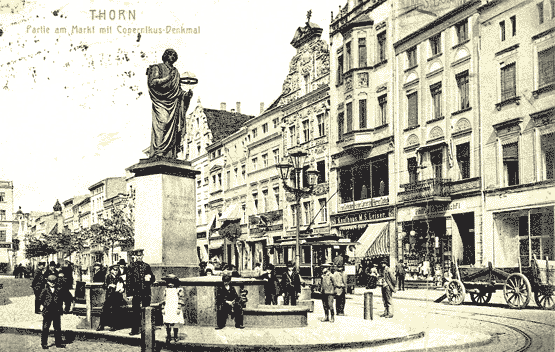
Bưu thiếp tiếng Đức: "Thorn — một phần khu chợ, với bức tượng Copernicus"

Tháng 5 năm 1839, Vua Frederick William III của Phổ đã phê duyệt việc quyên góp, đến đời Frederick William IV quyên góp số tiền 3.466 thaler Phổ. Tổng chi phí dựng tượng là 10.449 thaler.

## Tượng đài
Bệ bức tượng có dòng chữ Latinh do Alexander von Humboldt khắc: "Nicolaus Copernicus Thorunensis, terrae motor, solis caelique stator").

## Cải tạo
Năm 2003, nhân kỷ niệm 150 năm khánh thành bức tượng, tượng đài được tu bổ và  phục hồi lại giếng khoan bằng đá và miệng cá heo dưới chân bức tượng. Lễ kỷ niệm 150 năm tổ chức vào ngày 25 tháng 10 năm 2003, với sự tham dự của Nguyên soái của Cộng hòa Ba Lan, Marek Borowski.

## Bộ sưu tập

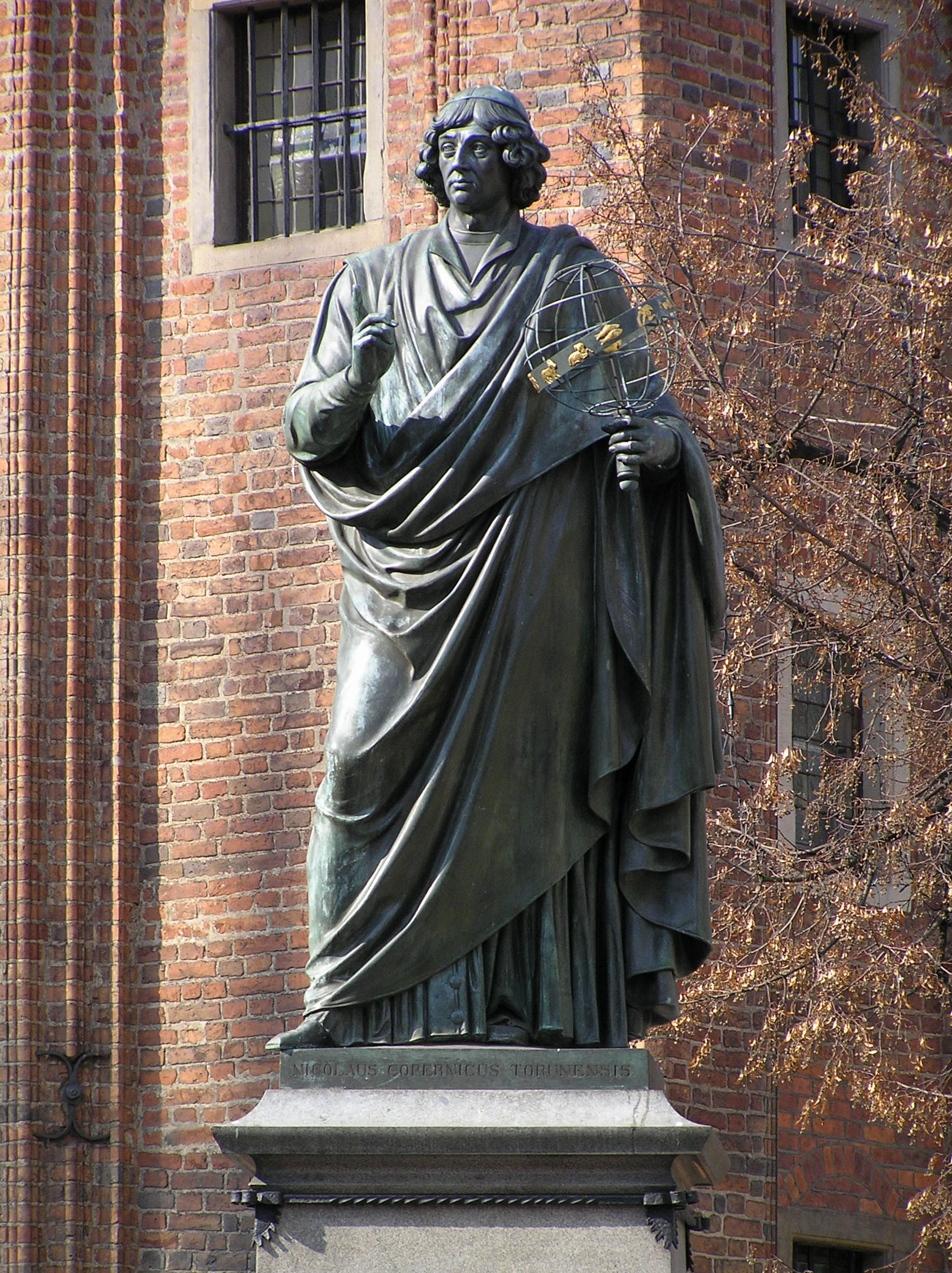
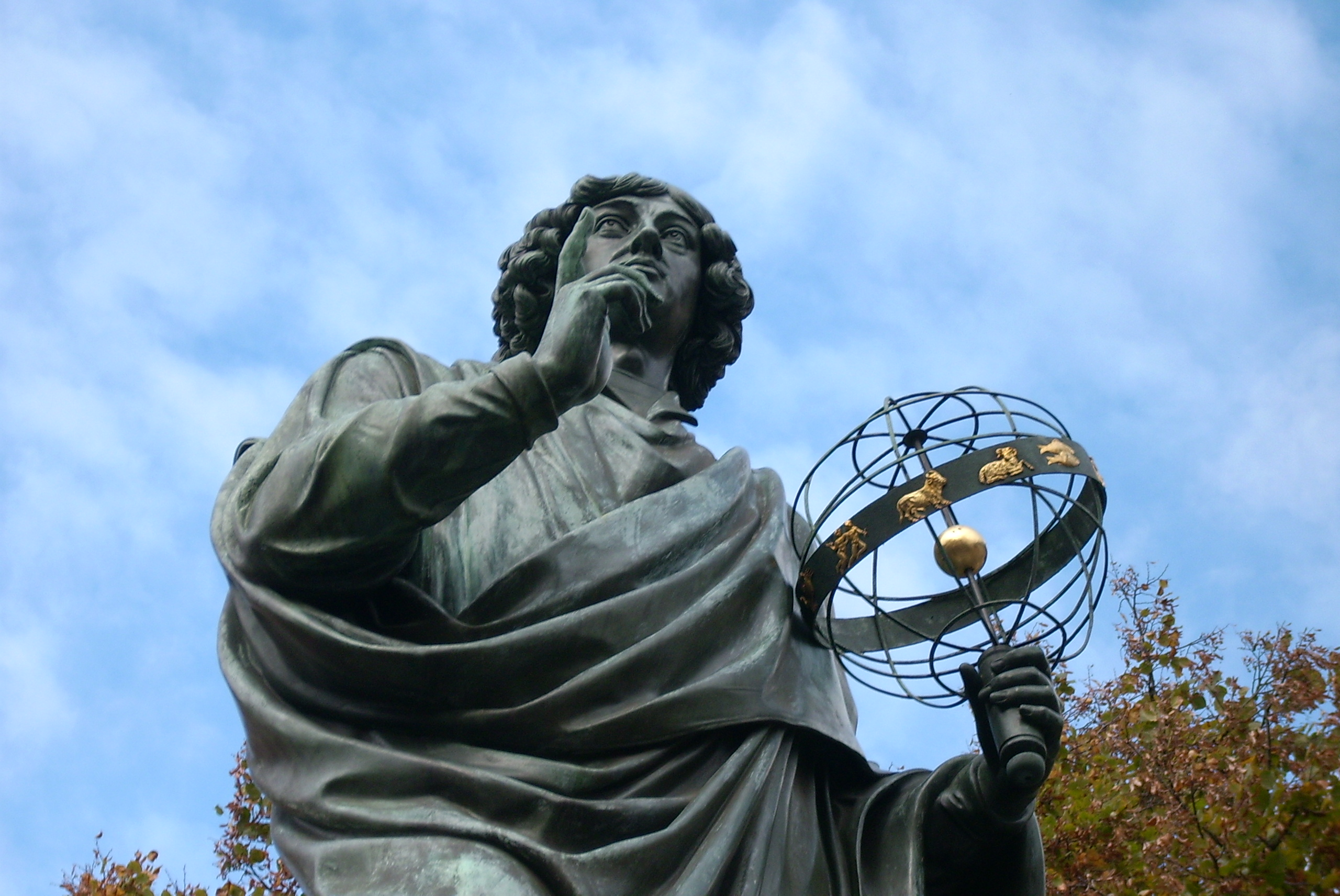